# Enzo Ragazzini
Enzo Ragazzini (Roma, 8 dicembre 1934) è un fotografo italiano.

## Biografia
Dopo aver studiato architettura a Roma, inizia la propria professione negli anni Cinquanta. Nel 1959 realizza le scenografie per la commedia di Cesare Zavattini al Piccolo Teatro di Milano. Nel 1963 realizza le immagini per il padiglione di Gae Aulenti e Carlo Aimonino alla Triennale di Milano.
Nel 1965 realizza la sua prima mostra persona presso la Libreria Einaudi in contemporanea alla mostra a New York intitolata The Responsive Eye. Si trasferisce a Londra fino al 1975, luogo dove partecipa all'Expo 1967 a Montréal, alla prima mostra fotografica presso l'Institute of Contemporary Arts nel 1969 e inoltre tiene una mostra personale al Modern Art Oxford.
Partecipa poi nel 1972 alla Biennale di Venezia nel padiglione inglese. Realizza in seguito con le sue fotografie il volume di Elio Vittorini intitolato "Conversazioni in Sicilia" e per un altro volume di Mario Tobino. Negli anni Ottanta collabora con il Touring Club Italiano, che pubblica due monografie di sue immagini, "Mediterraneo" e Tropici Prima del Motore, con introduzione di Goffredo Parise (ristampato nel 2000 con il titolo "Mondi senza motore") , lavoro che è stato oggetto di una mostra presso l'International Center of Photography di New York presentata dal fotografo Cornell Capa.
Dal 1989 al 1994 realizza, assieme con il fratello Paolo, una serie di reportage di viaggio (Russia, Cina, Vietnam, Filippine, Argentina, Guatemala, Colombia) per conto dell'Italtel. Nel 2001 realizza una mostra personale presso la Galleria comunale d'arte moderna e contemporanea di Roma. Negli anni 2000 e 2010 ha realizzato altre mostre personali.